# Kraljica iz Sabe
Kraljica iz Sabe, tudi Sabska kraljica (hebrejsko מלכת שבא; arabsko ٱلْمَلِكَة بَلْقِيْس, latinizirano: Al-Malikah Balqīs), je bila po Svetem pismu, Koranu in etiopskem izročilu (Knjiga kraljev, Kebre Negast) vladarica Sabskega kraljestva, starodavnega kraljestva, ki ga sodobna arheologija postavlja v današnjo severno Etiopijo, Eritrejo in Jemen. V svetopisemskem besedilu je brezimna, po etiopski tradiciji se imenuje Makeda, v islamski tradiciji pa Bilkis. Različni viri jo imenujejo tudi Nikaule ali Nicaula.

## Svetopisemska zgodba
Po Svetem pismu (1 Kr 10,1-13; 2 Krn 9,1-12) je Kraljica iz Sabe slišala za veliko modrost judovskega kralja Salomona in je odpotovala v njegovo kraljestvo z darili, rastlinami in začimbami zanj, kot je navedeno v prvi Knjigi kraljev. Kraljica je preskušala kraljevo modrost z raznimi ugankami in bogastvom. Salomon jo je tudi obdaril in z njegovimi darovi se je vrnila v svojo deželo.

## Kasnejše judovske legende
Judovski zgodovinar Jožef Flavij je poudaril njeno ljubezen do učenja. Imenoval jo je »Nikaule« in jo je očitno povezal s Herodotovo Nitokris, zadnjo faraonko šeste egipčanske dinastije.
Kasnejše judovske legende so postregle s pripovednimi podrobnostmi. Solomonovo darilo »kar si je zaželela« se je udejanilo v spolnem razmerju in tudi po teh virih je Kraljica iz Sabe preskušala Salomonovo modrost. Drug vir navaja, da je pri srečanju Salomon sedel na stekleni hiši. Ker je mislila, da stoji v vodi, je dvignila njegovo obleko in zagledala njegove kosmete noge. Salomonovo nezadovoljstvo je postala etiološka zgodba za izvor depilacije.
Včasih Sabsko kraljico istovetijo z mezopotamskih nočnim demonom Lilit, bajeslovno prvo Adamovo ženo.

## Islamske legende
Koran nikjer ne omenja Kraljice iz Sabe po imenu, čeprav jo arabski viri imenujejo Bilkis. Zgodba je podobna svetopisemski. Po tej zgodbi je do Salomona prišla vest o kraljestvu, ki mu vlada kraljica in v katerem obožujejo Sonce. Poslal je pismo, v katerem je grozil z napadom. Ko sta izmenjala darove, je prišla na Salomonov dvor in tam je sprejela monoteistično vero in spoštovanje do Boga.
V islamskih legendah je bil Jasir Janam oženjen z Balkis, Kraljico iz Sabe. Balkis je bila sestra Šamsa (Sonca). Njen oče al-Hadad je rešil njeno mater, ki je bila džin (duh).

## Zgodba po etiopskih virih
Etiopska vladarska rodbina naj bi neposredno izhajala iz zveze kralja Salomona in Makede. Po tej zgodbi je imel Salomon z Makedo sina, ki je kasneje odšel z njegovega dvora, se imenoval Menelik I., ustanovil Salomonsko dinastijo in postal prvi etiopski vladar. Staro ljudstvo, ki je preraslo v sodobno etiopsko državo, je nastalo s preseljevanjem južnih Arabcev preko Rdečega morja in njihovimi zvezami s tamkajšnjim prebivalstvom. Starodavno Aksumsko kraljestvo je obsegalo velik del južnega Arabskega polotoka vse do nastanka islama. Amharščina, tigrajščina in tigrejščina so semitski jeziki.
Obstaja več dokazov o južnoarabskih skupnostih na tleh današnje Etiopije in Eritreje, kakor tudi izkopanine in sabski zapisi. Za Makedo niso našli nič oprijemljivega, vendar velik kopalni bazen v bližini Aksuma in ruševine starodavne palače tamkajšnje prebivalstvo povezuje z njo, čeprav je palača verjetno iz mnogo poznejšega časa. Možno je, da sta južnoarabska in etiopska zgodba istovetni.